# Ninie Doniah
Ninie Doniah, geboren als Virginie Bezara (Nosy Be, 1966 of 1967 – 19 november 2023), was een Malagassische zangeres en componiste van de salegymuziek. 

## Biografie
Haar grootmoeder Volazara was een zangeres van de traditionele jijy vako-drazana van de Antankarana.
Doniah wordt vaak aangeduid als de 'Koningin van de salegy', zoals Eusèbe Jaojoby ook wel de 'Koning van de salegy' wordt genoemd. Doniah wordt beschouwd als een van de beste vrouwelijke salegymuzikanten, een genre dat wordt gedomineerd door mannen. Ze is de meest erkende en succesvolle vrouwelijke salegyzangeres buiten Madagaskar. Doniah maakte meer dan zes albums sinds de jaren '90 en ging op tournee door heel Madagaskar en de eilanden in de Indische Oceaan.
Naast zangeres was Doniah een feministe en activiste die een politieke strijd tegen de landroof op het eiland Nosy Be steunde. Dit leverde haar een gevangenisstraf op van negentien maanden op wegens het verstoren van de openbare orde en het in gevaar brengen van de staatsveiligheid. Doniah leed volgens de directeur van het gevangeniswezen aan terminale alvleesklierkanker en overleed onderweg vanuit de gevangenis naar het ziekenhuis waar ze behandeld zou worden. Ze overleed op 56-jarige leeftijd.